# ديفيد فار
ديفيد فار (بالإنجليزية: David Farr)‏ هو رائد أعمال أمريكي، ولد في 1955.

## وصلات خارجية
- ديفيد فار على موقع إن إن دي بي (الإنجليزية)